# هارولد رايس
هارولد رايس (بالإنجليزية: Harold Rice)‏ هو ساحر استعراضي أمريكي، ولد في 22 مايو 1912 في أوهايو في الولايات المتحدة، وتوفي في 10 يوليو 1987 في سينسيناتي في الولايات المتحدة.